# 鼓手 (1983年電影)
《鼓手》，是1983年上映的一部香港勵志电影，導演為楊權，由張國榮、周秀蘭領銜主演。

## 故事簡介
陳子洋Tommy（張國榮）是一位十八歲的中學生，他希望能夠成為一個出色的鼓手，即使父親（盧大偉）大力反對，但他仍然堅持自己的理想。在女友（周秀蘭）和老師（Fernando Carpio）支持下，子洋成為了一個業餘的鼓手。最終都能得到父親的體諒和支持。

## 演員
- 張國榮
- 周秀蘭
- 盧大偉
- 鍾保羅
- 吳回
- 張瓊瑜
- 杜麗莎
- 法蘭嘉比奧 (Fernando Carpio)
- 陳百祥
- 胡大為
- 盧遠
- 鄭丹瑞

## 主題曲
| 曲別   | 歌名           | 作曲   | 作詞   | 演唱者 |
| ------ | -------------- | ------ | ------ | ------ |
| 主題曲 | 《默默向上游》 | 顧嘉輝 | 鄭國江 | 張國榮 |
| 主題曲 | 《我要逆風去》 | 顧嘉輝 | 鄭國江 | 張國榮 |

## 花絮
張國榮拍攝時候不想假手於人，希望打鼓的效果較為逼真。特意要求導演能給他一段時間學習打鼓。於是他向片中飾演他老師，有菲律賓鼓王之稱的Fernando Carpio(女歌手杜麗莎父親)請教。因此在拍攝打鼓的鏡頭都由張國榮親自上陣，沒有運用替身。與導演楊權熟悉的陳淑芬認為張國榮的做事態度認真，覺得他很有潛質。後來成为他的经理人，并把他引荐到华星唱片，由黎小田制作專輯《風繼續吹》崭露头角。張國榮繼而成為了樂壇天皇巨星。

## 外部連結
- 香港影庫上《鼓手》的資料（繁體中文）
- 開眼電影網上《鼓手》的資料（繁體中文）
- 时光网上《鼓手》的資料（简体中文）
- 豆瓣电影上《鼓手》的資料 （简体中文）
- AllMovie上《鼓手》的资料（英文）
- 互联网电影数据库（IMDb）上《鼓手》的资料（英文）